# NGC 3505
NGC 3505 (другие обозначения — NGC 3508, IC 2622, MCG -3-28-31, IRAS11005-1601, PGC 33362) — спиральная галактика (Sb) в созвездии Чаши. Открыта Уильямом Гершелем в 1785 году.
Этот объект занесён в Новый общий каталог дважды, с обозначениями NGC 3505 и NGC 3508, а также в Индекс-каталог, который является дополнением к Новому общему каталогу, как IC 2622. Первое открытие Уильяма Гершеля получило обозначение NGC 3508, после чего в 1828 году галактику независимо открыл Джон Гершель, она получила обозначение NGC 3505. В 1898 году её независимо открыл Льюис Свифт и она попала в Индекс-каталог как IC 2622.